# Antti Tyrväinen (Biathlet)
Antti Eerkki Tyrväinen (* 5. November 1933 in Ylöjärvi; † 13. Oktober 2013 in Tampere) war ein finnischer Biathlet.
Tyrväinen war Offizier der finnischen Armee. Er gewann bei den Olympischen Winterspielen 1960 in Squaw Valley die Silbermedaille im Einzelrennen über 20 km. Vier Jahre später belegte er bei den Olympischen Winterspielen in Innsbruck den 13. Rang in derselben Disziplin.
Bei der Biathlon-Weltmeisterschaft 1961 wurde er Fünfter im Einzelrennen, gewann aber mit Kalevi Huuskonen und Paavo Repo den inoffiziellen Titel im Mannschaftswettbewerb, bei dem die drei besten Einzelergebnisse gewertet wurden. Hinzu kamen Silbermedaillen bei den Biathlon-Weltmeisterschaften 1962 und 1963 im Einzel und mit der Staffel sowie eine Bronzemedaille im Einzel 1965.